# Luís Machado
Luís Machado (Lamego, 1992. november 4. –) portugál labdarúgó, a lengyel Radomiak középpályása.

## Pályafutása
Machado a portugáliai Lamego városában született. Az ifjúsági pályafutását a Paredes csapatában kezdte, majd a Freamunde akadémiájánál folytatta.
2009-ben mutatkozott be a Paredes felnőtt keretében. 2011 és 2021 között a portugál Freamunde, Tondela, Feirense és Moreirense, illetve az indiai NorthEast United csapatánál szerepelt. 2021. július 1-jén hároméves szerződést kötött a lengyel első osztályban szereplő Radomiak együttesével. Először a 2021. július 23-ai, Lech Poznań ellen 0–0-ás döntetlennel zárult mérkőzésen lépett pályára. Első gólját 2021. augusztus 28-án, a Lechia Gdańsk ellen idegenben 2–2-es döntetlennel végződő találkozón szerezte meg.

## Statisztikák
2023. január 27. szerint
| Klub     | Szezon   | Osztály     | Bajnokság | Bajnokság | Kupa és Ligakupa | Kupa és Ligakupa | Nemzetközi | Nemzetközi | Összesen | Összesen |
| Klub     | Szezon   | Osztály     | Meccs     | Gól       | Meccs            | Gól              | Meccs      | Gól        | Meccs    | Gól      |
| -------- | -------- | ----------- | --------- | --------- | ---------------- | ---------------- | ---------- | ---------- | -------- | -------- |
| Radomiak | 2021–22  | Ekstraklasa | 31        | 2         | 1                | 0                | —          | —          | 32       | 2        |
| Radomiak | 2022–23  | Ekstraklasa | 17        | 3         | 1                | 0                | —          | —          | 18       | 3        |
| Összesen | Összesen | Összesen    | 48        | 5         | 2                | 0                | 0          | 0          | 50       | 5        |